# دور ج. ك. رولينغ في السياسة

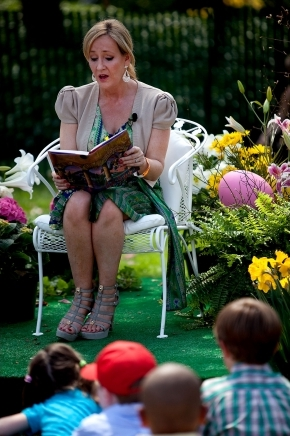

المؤلفة البريطانية ج. ك. رولينغ هي خَيّرة بارزة، يحتوي موقعها الإلكتروني على روابط داعمة لمنظمة العفو الدولية ومجتمع التصلب المتعدد وعائلات الوالد الواحد ولوموس (مجموعة الأطفال رفيعة المستوى سابقًا)، والتي شاركت رولينغ في تأسيسها للوقوف ضد استخدام الأسرّة القفصية للأطفال المعاقين ذهنيًا. تقول رولينغ أن بطلتها هي الصحفية الاستقصائية جيسيكا ميتفورد، التي تصفها رولينغ بأنها «اشتراكية علمت نفسها بنفسها». تقر رولينغ بكونها يسارية وتقول «هناك قدر من السياسة في [هاري بوتر]. ولكنني أشعر أيضًا أن كل قارئ سوف يستحضر الأجندة الخاصة به في الكتاب. يبدو أن الأشخاص الذين يرسلون أبناءهم إلى المدارس الداخلية يشعرون أنني في صفهم. أنا لست كذلك. ممارسو الويكا يعتقدون بأني ساحرة أيضًا. أنا لست كذلك».

## سياسة المملكة المتحدة
كانت ج. ك. رولينغ صديقة قديمة لرئيس الوزراء السابق غوردون براون وزوجته سارة براون. في سبتمبر 2008، تبرعت رولينغ بمليون جنيه إسترليني لصالح حزب العمال، مصرحةً: 
أنا أؤمن بأن العائلات الفقيرة والضعيفة ستنعم بحياة أفضل في ظل حكم حزب العمال أكثر من حزب المحافظين بقيادة كاميرون. ما دامت الإجراءات -التي ستنقذ أكبر قدر ممكن من الأطفال من الحياة التي تفتقر إلى الفرص والاختيارات- تتصدر أولويات غوردون براون. عكست حكومة العمال -على المدى البعيد- فقر الأطفال، وأصبحت واحدة من الدول الرائدة في الاتحاد الأوروبي في محاربة فقر الأطفال. من ناحية أخرى، يذكّر وعد ديفيد كاميرون بالمنافع الضريبية للمتزوجين بحكومة المحافظين التي عاصرتها بصفتي والدة وحيدة. يرسل ذلك برسالة مفادها أن المحافظين ما زالوا يؤمنون بأن الزوج والزوجة غير المنجبين ومزدوجي الدخل أحق بالدعم المادي من أولئك الذين يكافحون -كما كنتُ سابقًا- للحفاظ على استقرار أسرهم في الأوقات الصعبة.
أشادت رولينغ براون في مقالها بجريدة تايم في 2009 قائلةً بأنها «ما زالت ترغب في توليه القيادة». كتبت رولينغ عن ما يعنيه كونها بريطانية قائلةً «يعني ذلك دولة الرخاء حيث يجب أن نكون فخورين بشدة وحيث أعراف التسامح وحرية التعبير التي يجب أن ندافع عنها حتى أنفاسنا الأخيرة». أشادت رولينغ أيضًا بهيئة الخدمات الصحية الوطنية (إن إتش إس). كانت رولينغ منتقدة لحكم جيريمي كوربين.

### السياسة الاسكتلندية

#### حملة الاستقلال الاسكتلندية
بصفتها مقيمة في اسكتلندا، كانت رولينغ مستحقة للتصويت في استفتاء استقلال اسكتلندا 2014، وعزمت على التصويت بـ «لا». تبرعت بمليون جنيه إسترليني (1,694,000 دولار) لصالح حملة معًا أفضل المناهضة لحملة الاستقلال، التي قادها الجار السابق والصديق دارلنغ، واستخدمت شخصيات «أكلة الموت» من سلسلة هاري بوتر الخاصة بها —الذين رفضوا السحرة إلا إذا تمتعوا بالدم النقي— وفي إشارة إلى تبرعها في تدوينة كتبتها، كانت عبارات رولينغ «عندما يحاول الناس تحويل ذلك النقاش ليصبح بخصوص نقاء سلالتنا، تصبح الأمور أشبه بأكلة الموت بالنسبة إليّ». في تدوينة رولينغ بعد تبرعها في منتصف يونيو 2014، ذكرت أنها «ودودة» مع أعضاء كلتا الحملتين وأشارت إلى رأيها «بوجود أشخاص أذكياء ومفكرين على كلا الجانبين من القضية».
بينما اختتمت رولينغ بأن «إذا كان غالبية الشعب في اسكتلندا يرغب في الاستقلال فأنا آمُل بصدق في أن يكون نجاحًا باهرًا» وأن «عشقها» لاسكتلندا هو السبب في أنها تريد لها أن «تزدهر»، ذكرت في قلب كتابتها أنها قلقة بشأن «المخاطر الحقيقة»، بخصوص البحث الطبي الإسكتلندي الذي تهتم به بشكل خاص، فتبرعت رولينغ بكمية كبيرة من الأموال لصالح البحث في التصلب المتعدد بعد وفاة والدتها من المرض. اشتعل خوف رولينغ بسبب خطاب مفتوح وقعت عليه مدارس الطب الخمسة الموجودة في اسكتلندا، حيث عبرت «المخاوف الأساسية» عن تأثير الاستقلال على العمل الطبي المبجل في اسكتلندا. دعم 14 من أساتذة الجامعة الخطاب الذي ذكر أن خطط الوزير الأول أليكس سالموند من أجل منطقة مشتركة لتمويل البحث العلمي «حافلة بالصعوبات» و «احتمال إثمارها بعيد»، ووافق الأساتذة جميعًا على أنه «من المستبعد أن ما تبَقى من المملكة المتحدة سيدعم موقفًا تربح فيه دولة مستقلة ومنافسة أموالًا أكثر مما ساهمت به».
نشرت المؤسسة الوطنية الجماعية للفنانين والكتاب الداعمين للاستقلال —«الحركة غير الحزبية للفنانين والمبدعين الداعمين لاستقلال اسكتلندا» التي يقع مقرها في إدنبرة— خطابًا مفتوحًا ردًا على شرح رولينغ في 11 يونيو 2014، وقعت عليه مساعدة تدريس البحوث والعاملة الحرة ميري مكفادين. ذكرت مكفادين أنها «حزينة» من موقف رولينغ، ولكنها أكدت «لست بصدد دحض حججك، بل تقديم الرد». كتبت مكفادين أن الاستفتاء هو «أروع هدية» إذ إن مواطني البلد يُسألون عن رأيهم بخصوص مستقبل الأمة، وإن «قضية الاستفتاء أشعلت خيال الأمة». لخصت مكفادين ببعض الاقتباسات المأخوذة من كلمة ألقتها رولينغ بالإضافة إلى قصيدة شعر من تأليف ليندساي، ولخصت: «سوف نكون مسرورين بدعوة سيادتكم لحضور واحدة من العديد من مناسبات يستيفال التي تُقام عبر اسكتلندا في شهر من يوليو هذا العام».